# Kira Kosarin
Kira Nicole Kosarin (7. oktober 1997), er en amerikansk skuespiller og sanger. Hun er bedst kendt for rollen som Phoebe Thunderman i Spillefilmsserien The Thundermans på Nickelodeon.